# Mastixis aspisalis
Mastixis aspisalis là một loài bướm đêm trong họ Noctuidae.